# Хаджиев
Хаджиев, Хаджийски или като производно на фамилно име (Хаджи-, например Хаджипетров) от арабското حاجی, хаджи, през турски и гръцки със значение на поклонник на божиите места. Думата произлиза от задължението на всеки мюсюлманин да отиде на хаджилък или посещение в свещените за исляма градове Мека и Медина. В ортодокса на Балканите със значение на християнин посетил Божи гроб, Йерусалим и светите места.

## Личности с такива родови имена
- - Хаджиев
- Божидар Хаджиев (р.19??), доцент доктор, директор на УМБАЛ „Св. Георги" ЕАД в Пловдив
- Иван Хаджиев (р.1953), писател, редактор и кинокритик;
- Никола Хаджиев (р.1936), професор в НСА;
- Спартак Хаджиев (1924-2005), професор по медицина, микробиолог;
- Стойо Хаджиев (1880-1924), български революционер;
- Парашкев Хаджиев (1912-1992), български композитор;
  - Хаджиева
- Венелина Хаджиева (р.1982), българска актриса и народна певица;
- Сестри Хаджиеви;

- - Хаджийски
- Мишо Хаджийски (1916 – 1944), български публицист.